# Буруковский, Рудольф Николаевич
Рудольф Николаевич Буруковский — русский зоолог, поэт, писатель, коллекционер раковин моллюсков, профессор, доктор биологических наук, заведующий кафедрой гидробиологии и ихтиопатологии Калининградского государственного технического университета, директор Гидробиологического музея им. проф. Н. С. Гаевской (с 1994 года), лауреат литературной премии Александра Беляева за книгу «О чем поют ракушки» (2017 год).

## Биография
Родился в семье военнослужащего 21 февраля 1940 года в Ленинабаде в Таджикской ССР (сейчас Ходжент). С 5 лет семья переехала в Казань. Будучи школьником увлёкся биологией, посещал зоологический кружок при Казанском зоопарке. В 1957 году окончил среднюю школу № 15. В этом же году он поступил на биолого-почвенный факультет Казанского государственного университета. Во время учебы в нём, после встречи со знаменитым зоологом и паразитологом профессором В. Л. Вагиным избрал своей будущей специальностью зоологию беспозвоночных. Кафедральные студенческие экспедиции проходил под руководством Вагина (в 1959 году — на Белое море, в 1960—1961 годах трижды в Северную Атлантику). В 1961 году в третьем рейсе судно «Батайск», на котором проходила экспедиция, было вынуждено зайти в порт Калининград, Буруковский посетил БалтНИРО, где его пригласили на работу. В 1962 году окончил университет с отличием, и поехал в Калининград, где начал работу в лаборатории Средней и Южной Атлантики АтлантНИРО. Там с 1962 по 1991 годы он прошёл путь от МНС до заведующего лабораторией промысловых беспозвоночных. Буруковский в 1968 году создал сначала группу, а затем сектор, и уже в 1970 году саму лабораторию.

## Научная деятельность
Исследователь гидробионтов. Открыл 76 новых видов, 7 родов и два подсемейства креветок. Семь новых видов креветок и один вид ископаемого жука в янтаре названы учёными в честь Буруковского.
Апрель-август 1963 года — рейс на СРТР 9019 «Охта» в шельфовые воды Центрально-Восточной Атлантики. В ноябре 1963 — мае 1964 года участвовал в рейсе на РТ «Муксун» в антарктические воды. В 1964—1966 года совершил два рейса промысловой креветочной экспедиции на СРТМ 8001 «Маяк» и СРТР 9086 «Осташков». По результатам работы опубликовал книгу «Розовая креветка». В 1969 году защитил кандидатскую диссертацию «Биология розовой креветки (Penaeus duorarum Burkenroad) Западного побережья Африки». В 1974 году издал «Определитель креветок, лангустов и омаров», дважды переведённый на английский язык и изданный в Индии и Голландии. В 1973 году — экспедиция на СРТМ 1257 «Лангуст» в Юго-Восточную Атлантику по поиску и открытию промысловых скоплений глубоководных креветок на материковом склоне у побережья Анголы и исследования океанических кальмаров в тропических водах открытого океана. В ходе экспедиции впервые был собран обширный материал по биологии креветки Nematocarcinus africanus. В 1975—1976 году проводил исследование креветок побережья Западной Африки. В 1978 году, 1980—1981 годах совершил два рейса на борту НИС «Белогорск» в районе от Марокко до Бенина. На траловых съёмках собрал обширный материал по западноафриканским креветкам. В 1983 году в Институте океанологии АН СССР защитил докторскую диссертацию «Креветки западноафриканских вод (распространение, питание, биоценотические отношения, промысловое значение)». В 1991 году стал профессором, а в 1994 году — заведующим кафедрой ихтиопатологии и гидробиологии Калининградского государственного технического университета.

## Коллекционирование раковин моллюсков
Основным хобби является коллекционирование раковин моллюсков. Собирать коллекцию раковин моллюсков начал с 1966 года. Профессионально систематизированная коллекция состоит из 12000 экземпляров более 3000 видов. В 2011 году вся коллекция была подарена Зоологическому музею Московского государственного университета.

## Награды и почётные звания
- 2015 — почётный доктор Калининградского государственного технического университета[1].
- 2017 — литературная премия имени А. Р. Беляева за книгу «О чём поют ракушки» (в соавторстве с Мариной Алексеевной Подольской)[2].